# Hibiscus brackenridgei

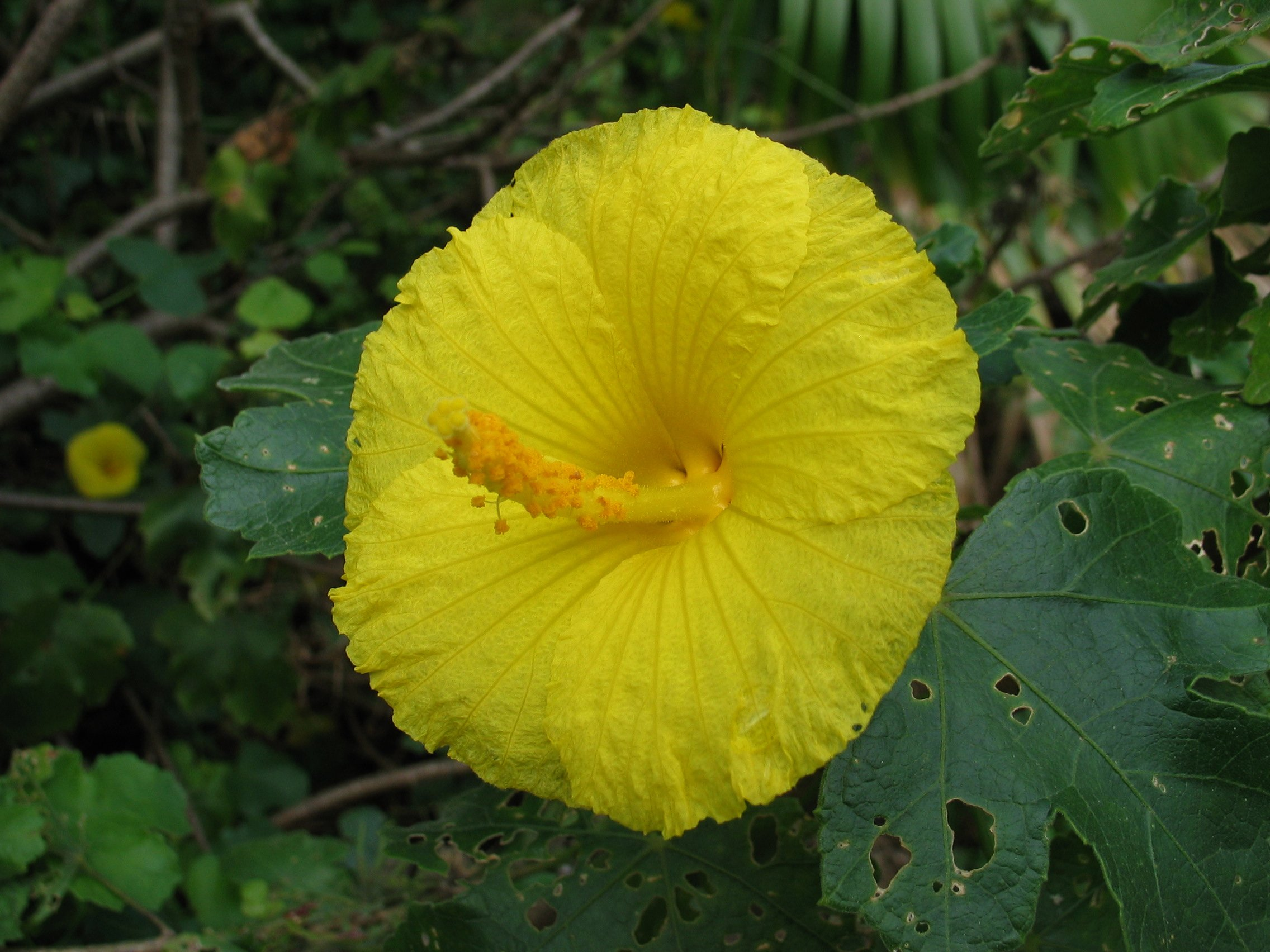
Blüte

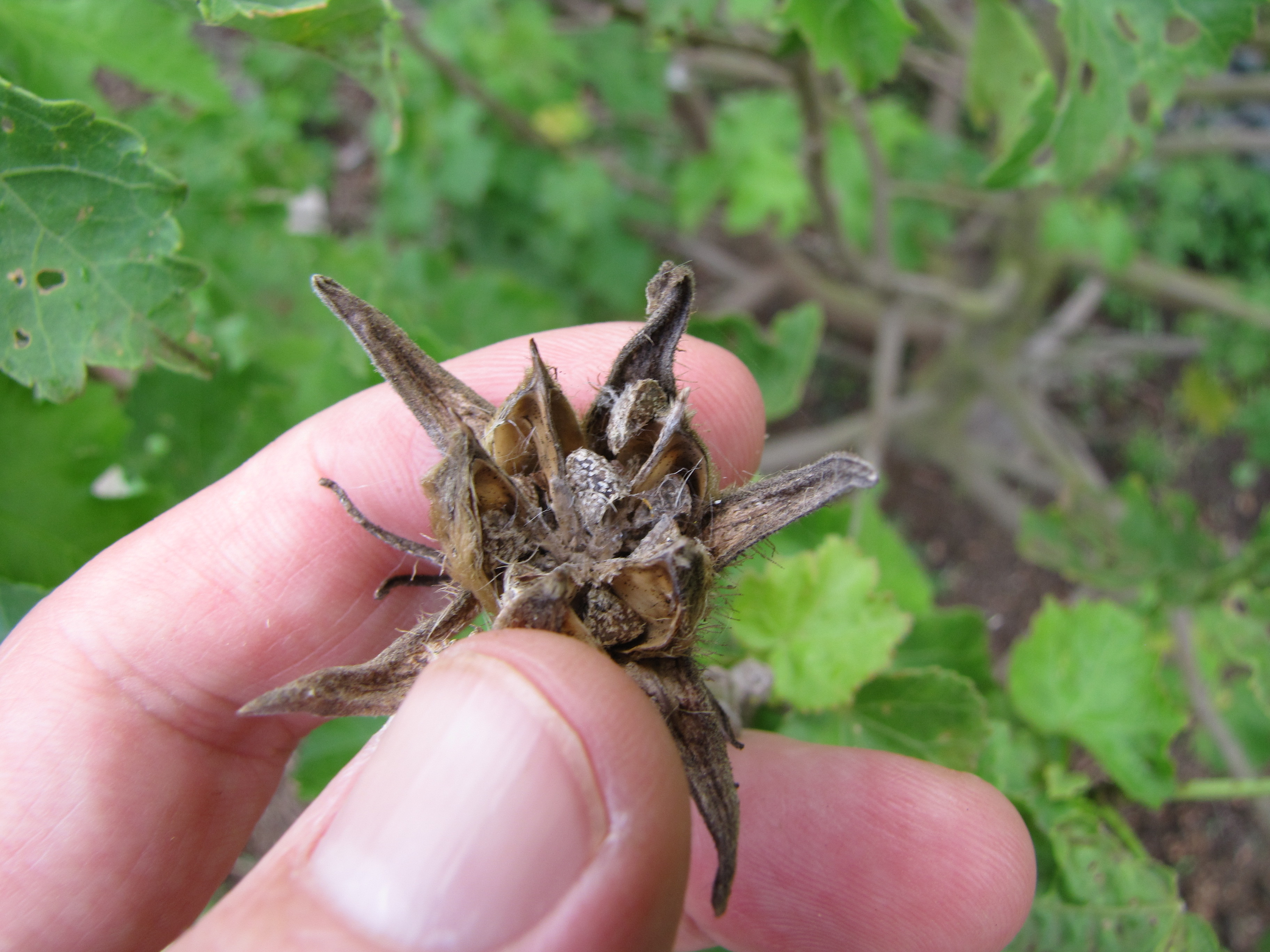
Frucht und Samen

Hibiscus brackenridgei ist eine von sieben Hibiskusarten, welche auf Hawaii endemisch sind. Sie wächst vor allem im tropischen „Feuchtbiom“.

## Botanik
Hibiscus brackenridgei wächst als Baum bis über 7 Meter oder als Strauch bis über 4 Meter hoch. Die Pflanzen sind bestachelt bis unbewehrt. Die wechselständigen und gestielten, gelappten bis gespaltenen Laubblätter besitzen grob gezähnte Ränder, 3, 5 oder 7 spitze bis stumpfe Lappen und sind bis zu 15 Zentimeter lang und ebenso breit. Sie sind meist mehr oder weniger herzförmig, fast kahl und ledrig. Die kleinen Nebenblätter sind abfallend.
Die großen, gestielten, fünfzähligen, zwittrigen Blüten mit doppelter Blütenhülle sind 10 bis 15 Zentimeter im Durchmesser, sie erscheinen meist einzeln oder zu wenigen achselständig. Sie sind gelb, im Allgemeinen mit einer rot-braunen Mitte und erscheinen an den Enden der Zweige. Es ist ein fast kahler Außenkelch mit pfriemlichen Zipfeln vorhanden. Der Kelch ist außen borstig, mit rippiger Kelchröhre. Die spitzen, rippigen Kelchzipfel besitzen außen, unten eine Drüse. Die Petalen sind außen fein behaart. Die Staubblätter sind in einer langen, fünfzähnigen und gelben Staubgefäßsäule verwachsen. Der fünfkammerige und oberständige Fruchtknoten ist dicht behaart mit einem oben fünfästigen Griffel.
Die Blüten öffnen zwischen 14 und 16 Uhr und  schließen zwischen 9 und 13 Uhr. Die Hauptblütezeit ist vom Frühjahr bis zum Frühsommer, während des restlichen Jahres blüht sie gelegentlich. Die Blütezeit ist Januar bis März für die auf Oʻahu vorkommende Unterart.
Es werden behaarte, eiförmige bis rundliche, lokulizidale und mehrsamige, bis 2 Zentimeter lange, geschnäbelte Kapselfrüchte im beständigen Kelch und Außenkelch gebildet. Die kantigen Samen sind schuppig und teils fein behaart.

## Trivia
Der gelbe Hibiskus, wie Hibiscus brackenridgei auch genannt wird, ist außerdem die Staatsblume des US-Bundesstaats Hawaii.